# Hell on Wheels – Pokoli vadnyugat
A Hell on Wheels – Pokoli vadnyugat (eredeti cím: Hell on Wheels) 2011–2016 között sugárzott amerikai western-drámasorozat, amelyet Joe Gayton és Tony Gayton alkotott meg. A főbb szerepekben Anson Mount, Colm Meaney, Common, Dominique McElligott és Tom Noonan látható.
Az Amerikai Egyesült Államokban 2011. november 6-án az AMC, Magyarországon 2022. november 30-án az RTL+ mutatta be.

## Ismertető
Cullen Bohannon egy volt konföderációs katona, aki kezdetben azért csatlakozik a vasúthoz, hogy felkutassa azokat az uniós katonákat, akik az amerikai polgárháború idején meggyilkolták feleségét és kisfiát. Eközben művezető, majd végül főmérnök lesz a vasútnál.

## Szereplők

### Főszereplők
| Szereplő                   | Színész               | Magyar hang         | Leírás | Évadok   |
| -------------------------- | --------------------- | ------------------- | --- | -------- |
| Cullen Bohannon            | Anson Mount           | Varga Rókus         | Egykori konföderációs lovassági ezredes, aki elhatározta, hogy megbosszulja felesége, Mary és fia meggyilkolását. egykori konföderációs lovassági ezredes, aki elhatározta, hogy megbosszulja felesége, Mary és fia meggyilkolását. Később "vasutas" lesz, a transzkontinentális vasút művezetőjeként tevékenykedik. | 1–5.     |
| Thomas Durant              | Colm Meaney           | Németh Gábor        | Üzletember és az első transzkontinentális vasút beruházója, aki semmitől sem riad vissza, hogy meggazdagodjon. | 1–5.     |
| Elam Ferguson              | Common                | Kálid Artúr         | Nemrég felszabadult rabszolga, aki próbálja megtalálni a helyét a világban. Bohannon biztonsági és általános asszisztenseként dolgozik. | 1–4.     |
| Lily Bell                  | Dominique McElligott  | Mezei Kitty         | Friss özvegyasszony, aki megpróbál elhelyezkedni a vasútnál. A férje a transzkontinentális vasút földmérője volt. | 1–2.     |
| Nathaniel Cole tiszteletes | Tom Noonan            | Fehér Péter         | Lelkész, aki korábban részt vett a polgárháború előtti Kansas kivéreztetésében; elege van a mészárlásból, és segíteni akar a fehéreknek és az indiánoknak, hogy elkerüljenek egy újabb háborút. | 1–2., 4. |
| Joseph Black Moon          | Eddie Spears          | Fülöp Tamás         | Sájeni keresztény hittérítő, akinek választania kell az új világ és ősei hagyományai között. | 1–2.     |
| Seán McGinnes              | Ben Esler             | Moser Károly        | Ambiciózus ír fiatalember, aki Nyugaton akar szerencsét próbálni. | 1–3.     |
| Michael "Mickey" McGinnes  | Phil Burke            | Szabó Máté          | Sean bátyja, aki vele együtt utazott Amerikába, hogy dicsőséget szerezzen. | 1–5.     |
| Thor "Svéd" Gundersen      | Christopher Heyerdahl | Rosta Sándor        | Durant kegyetlen biztonsági főnöke, akit "Svédként" is emlegetnek, noha norvég származású. | 1–5.     |
| Eva Toole                  | Robin McLeavy         | Ligeti Kovács Judit | Nő, akinek az állán feltűnő tetoválás volt, amelyet az indiánok fogságában kapott. Kezdetben a Hell on Wheels bordélyházban dolgozik, miközben a rászorulókat támogatja. | 1–5.     |
| Ruth Cole                  | Kasha Kropinski       | Kapu Hajni          | Cole tiszteletes elhidegült lánya és a templom örököse. | 1–4.     |
| Psalms Jackson             | Dohn Norwood          | Szokol Péter        | Egykori rabszolga és bűnöző, akinek börtönbüntetését a vasút megvásárolta. | 1–5.     |
| Louise Ellison             | Jennifer Ferrin       | Németh Kriszta      | Okos, szellemes és kacér újságíró, akit a New York Tribune szerződtetett, hogy tudósítson az "évszázad történetéről". | 3–5.     |
| Naomi Hatch                | Siobhan Williams      | Hermann Lilla       | Aaron Hatch lánya és Cullen második felesége | 3.       |
| Naomi Hatch                | MacKenzie Porter      | Hermann Lilla       | Aaron Hatch lánya és Cullen második felesége | 4–5.     |
| John Allen Campbell        | Jake Weber            |                     | Wyoming területének első kormányzója, aki megpróbál rendet teremteni a Sájeni csoportban. | 4–5.     |
| Collis Potter Huntington   | Tim Guinee            | Welker Gábor        | A Central Pacific Railroad befektetője | 3–5.     |
| James Strobridge           | Reg Rogers            |                     | A Central Pacific Railroad felügyelője. | 5.       |
| Chang                      | Byron Mann            |                     | A kínai munkások fő beszállítója, aki az ópiumbarlangokat és bordélyházakat is üzemelteti. | 5.       |
| Mei / Fong                 | Angela Zhou           |                     | Kínai vasúti munkás a Central Pacific Railroadnál, akinek titkolnivalója van. | 5.       |
| Maggie Palmer              | Chelah Horsdal        | Bertalan Ágnes      | Sájeni prominens üzletasszonya és a Union Pacific Railroad befektetője. | 3–5.     |

### Mellékszereplők
| Szereplő              | Színész         | Magyar hang    | Leírás                                                  |
| --------------------- | --------------- | -------------- | ------------------------------------------------------- |
| Bolan                 | Ian Tracey      | Haagen Imre    |                                                         |
| Jordan Crane szenátor | James D. Hopkin | Csuha Lajos    | Durant szövetségese és ellenfele is egyben              |
| Daniel Johnson        | Ted Levine      | Barbinek Péter | Cullen elődje a Union Pacific Railroad művezetője volt. |
| Robert Bell           | Robert Moloney  | Seder Gábor    | Lily férje.                                             |

### Magyar változat
- Bemondó: Nagy Sándor
- Magyar szöveg: Lajos Mária
- Hangmérnök: Ecsedi Márton
- Vágó: Mendre János
- Gyártásvezető: Terbócs Nóra
- Szinkronrendező: Horváth István
- Produkciós vezető: Kovács Zsolt

A szinkront a Synchronsystems készítette el.

## Évados áttekintés
| Évad | Évad | Epizódok | Eredeti sugárzás    | Eredeti sugárzás   | Eredeti adó        | Magyar sugárzás    | Magyar sugárzás    | Magyar adó |
| Évad | Évad | Epizódok | Évadpremier         | Évadfinálé         | Eredeti adó        | Évadpremier        | Évadfinálé         | Magyar adó |
| ---- | ---- | -------- | ------------------- | ------------------ | ------------------ | ------------------ | ------------------ | ---------- |
|      | 1    | 10       | 2011. november 6.   | 2012. január 15.   |                    | 2022. november 30. | 2022. november 30. |            |
|      | 2    | 10       | 2012. augusztus 12. | 2012. október 7.   | 2022. december 14. | 2022. december 14. |                    |            |
|      | 3    | 10       | 2013. augusztus 10. | 2013. október 5.   | 2023. január 18.   | 2023. január 18.   |                    |            |
|      | 4    | 13       | 2014. augusztus 2.  | 2014. november 22. | 2023. február 8.   | 2023. február 8.   |                    |            |
|      | 5    | 14       | 2015. július 18.    | 2016. július 23.   | 2023. február 15.  | 2023. február 15.  |                    |            |

## A sorozat készítése
A sorozatot Joe és Tony Gayton alkotta meg 2008 végén. 2010. május 18-án az AMC megrendelte a sorozat próbaepizódját. Joe és Tony Gayton írta a próbaepizódot, David Von Ancken rendezőként csatlakozott a projekthez, Jeremy Gold, Joe Gayton és Tony Gayton pedig vezető producerek voltak. 2010. július 6-án az Endemol USA bejelentette, hogy partnerséget kötött az Entertainment One-nal, amely a projekt produkciós stúdiójaként fog működni.
A két cég közötti megállapodás része volt a nemzetközi forgalmazásról szóló rendelkezés is: az Endemol megtartotta a sorozat európai jogait, míg az Entertainment One megszerezte az összes többi területen a jogot. A megállapodás eredményeképpen az Entertainment One rendelkezik a DVD és Blu-ray értékesítés globális jogaival, valamint a Video on Demand és egyéb digitális forgalmazási szolgáltatásokkal.

### Forgatás
A forgatás Calgaryban, valamint Alberta középső és déli részén zajlott.